# 山田和重
山田 和重（やまだ かずしげ、1972年9月11日 - ）は、日本の男性漫画家。北海道出身。

## 作品一覧
- 郵便屋ノバル
- グラン・バガン（読切版）
- ザ・ネクロマン
- グラン・バガン
- 亀と姫～平成マネー伝説～（原作：松田康志）